# 五眼泉镇
五眼泉镇，是中华人民共和国湖北省宜昌市宜都市下辖的一个乡镇级行政单位。

## 行政区划
五眼泉镇下辖以下地区：
五眼泉社区、龙口子村、石门村、庙岗村、望佛桥村、拖溪村、弭水桥村、汉洋坪村、袁家塝村、响水洞村、鸡头山村和荷叶溪村。